# Comtesse Natacha
 (février 2013).
Si vous disposez d'ouvrages ou d'articles de référence ou si vous connaissez des sites web de qualité traitant du thème abordé ici, merci de compléter l'article en donnant les références utiles à sa vérifiabilité et en les liant à la section « Notes et références ».
Comtesse Natacha est un roman de Barbara Cartland publié en 1975.

## Résumé
En 1852, lord Athelstan, 35 ans, est envoyé dans le Caucase par le gouvernement anglais pour rencontrer Shamyl, musulman, dernier opposant à l'extension inquiétante des russes de Nicolas 1er vers les Indes. Shamyl a des otages pour échanger contre son fils D Eddin. Shamyl déclare qu'il a la comtesse Natacha (et son frère), orpheline, qu'il demande au Lord d'emmener en Turquie pour épouser le sultan A Aziz. Lord A refuse et repart. En route, il découvre que la comtesse s'est déguisée et est dans son escorte. Il finit par s'éprendre d'elle. Arrivés à Constantinople, on leur dit que le frère de Natacha a été échangé avec les autres otages, et ils se marient.